# Долматовка (Самарская область)
Долма́товка — село в Борском районе Самарской области России. Административный центр сельского поселения Долматовка.

## География
Село находится в восточной части Самарской области, в степной зоне, при автодороге 36К-848, на расстоянии примерно 9 км (по прямой) к северо-северо-востоку (NNE) от села Борское, административного центра района. Абсолютная высота — 126 м над уровнем моря.
Климат
Климат характеризуется как резко континентальный, с морозной малоснежной зимой и жарким сухим летом. Средняя температура воздуха самого тёплого месяца (июля) — 21 °C; самого холодного (января) — −14 °C. Среднегодовое количество атмосферных осадков составляет 350 мм.
Часовой пояс
Село Долматовка, как и вся Самарская область, находится в часовой зоне МСК+1. Смещение применяемого времени относительно UTC составляет +4:00.

## История
Село основано в конце XVIII — начале XIX века.

## Население
| 2010 |
| ---- |
| 638  |

Половой состав
По данным Всероссийской переписи населения 2010 года, в гендерной структуре населения мужчины составляли 49,5 %, женщины — соответственно 50,5 %.
Национальный состав
Согласно результатам переписи 2002 года, в национальной структуре населения русские составляли 87 % из 670 чел.

## Инфраструктура
В селе функционируют общеобразовательная школа, детский сад, дом культуры, отделение Почты России, медицинский пункт.

## Известные уроженцы
- Тюрин, Виктор Николаевич (1927—2005) — советский хозяйственный и политический деятель.